# Kopparsjärv
Kopparsjärv är en sjö i Överkalix kommun i Norrbotten och ingår i Kalixälvens huvudavrinningsområde. Sjön har en area på 0,919 kvadratkilometer och ligger 82,9 meter över havet.

## Delavrinningsområde
Kopparsjärv ingår i det delavrinningsområde (738934-179407) som SMHI kallar för Utloppet av Kopparsjärv. Medelhöjden är 86 meter över havet och ytan är 4,85 kvadratkilometer. Det finns inga avrinningsområden uppströms utan avrinningsområdet är högsta punkten. Vattendraget som avvattnar avrinningsområdet har biflödesordning 6, vilket innebär att vattnet flödar genom totalt 6 vattendrag innan det når havet efter 109 kilometer. Avrinningsområdet består mestadels av skog (37 procent) och sankmarker (39 procent). Avrinningsområdet har 0,97 kvadratkilometer vattenytor vilket ger det en sjöprocent på 19,9 procent.